# フランキ・スパス12

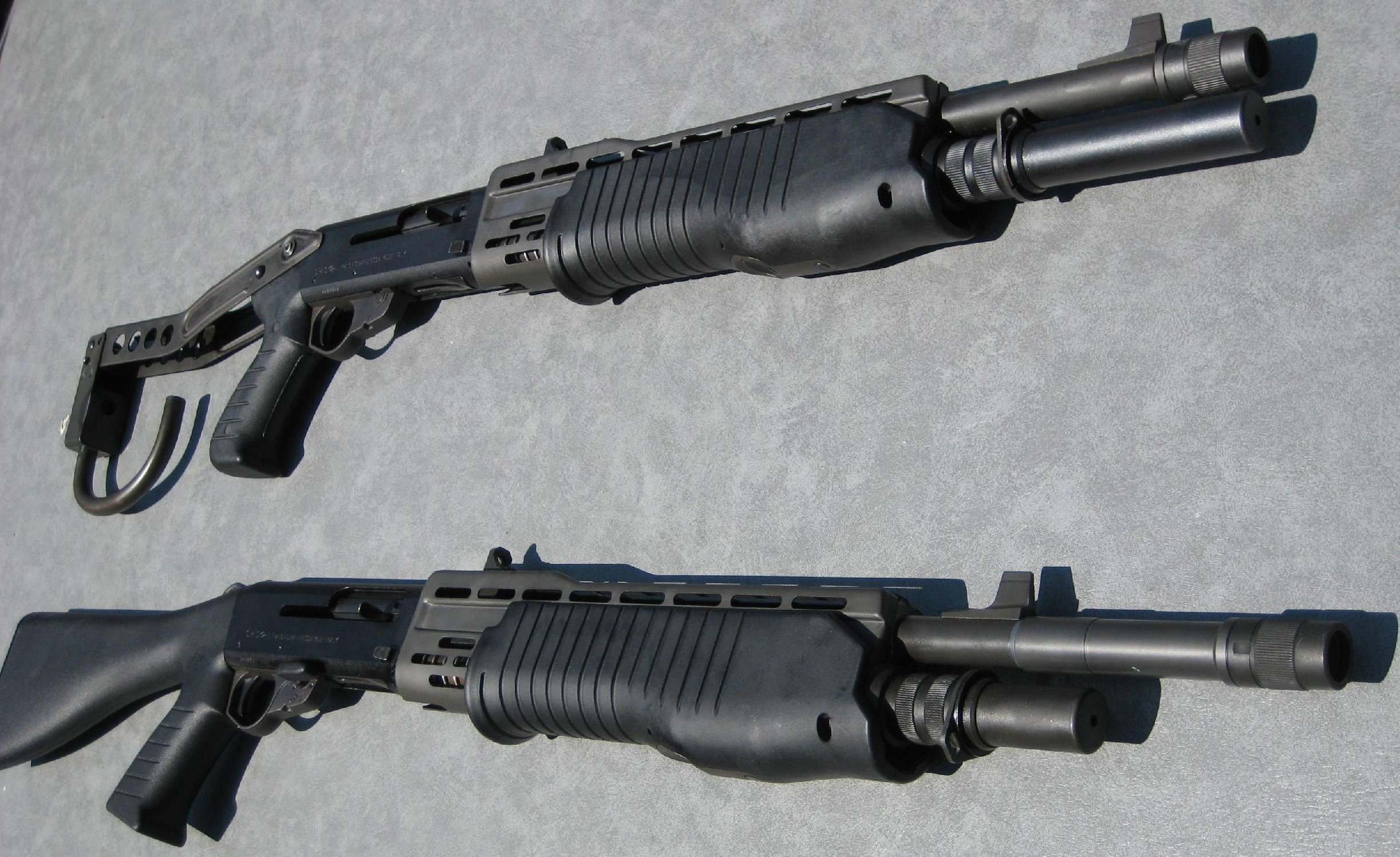
折り畳み式銃床を装備したモデル（上）
固定式銃床を装備したモデル（下）

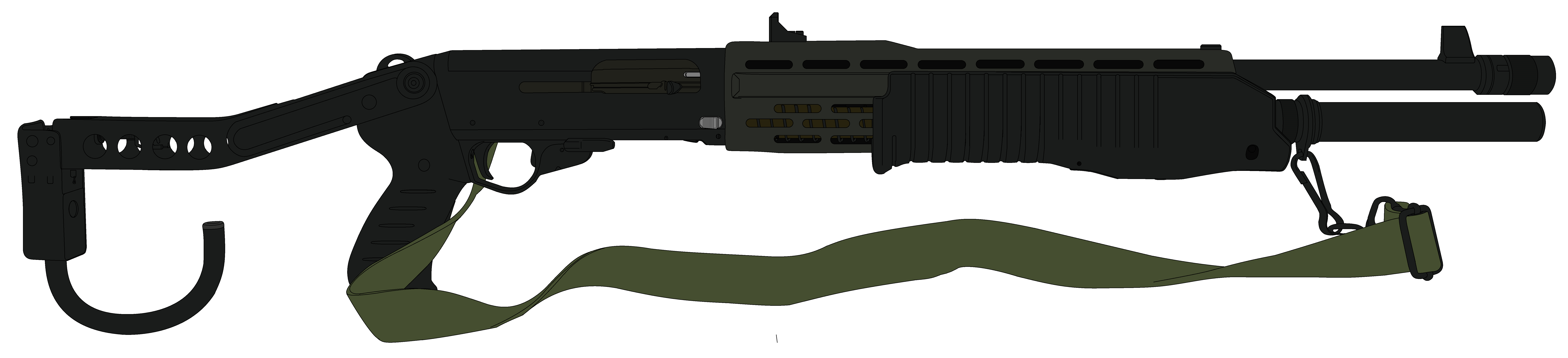
フランキ・スパス12の図

フランキ・スパス12（英: Franchi SPAS-12）は、イタリアのフランキ社が設計した散弾銃。"Special Purpose Automatic Shotgun":13（特殊用途向け自動式散弾銃）の頭文字をとってスパスと呼ばれている。

## 概要
スパス12は、フランキ社のディフェンス・システムズ部門がイタリア軍で行われた軍用散弾銃開発計画に沿って同社のPA80をベースに設計した軍・警察用散弾銃である:13。「特殊用途向け」の名の通り完全な戦闘用散弾銃であり、ピストルグリップの採用や大型の照準器など、従来の狩猟や競技用として発達してきた散弾銃とは大きく異なる。スチール板をプレス加工して製作された銃床を伸ばせば全長は1メートルを超え、12番ゲージのシェルを最大で8発装填でき、プラスチックを多用して軽量化を図り、人間工学に基づいて設計されている。ただし、内部構造が複雑で部品点数が多いため、総じて重量は重くなった。銃身周辺には発射後に生じる熱から手を守るために、多数の通気孔が開いたハンドガードを装備している。銃身上部にはヒートシールドが取り付けられている。

## 特徴
最大の特徴として、フォアグリップを前方下面にあるボタンを押しながら切り替え位置にずらすことで、自動式（セミオート）から手動式（ポンプアクション）に切り替えることが可能なコンバーチブル・ショットガンである点が挙げられる:12,14-15。セミオートの作動は発射ガスの圧力を利用しており:15、フォアグリップの切り替え動作はガスポートを遮断または開放する。ジャム（弾詰まり）が許されない現場ではガスポートを遮断して手動式に、制圧力が必要な場合にはガスポートを開放して自動式に、とワンタッチで切り替えられる利点が注目されたが、複雑な構造は故障も多く発生した。催涙弾や非致死性弾といった弱装弾を射撃する際には、ガス圧が低いために手動式が選択される。
引き金の前方には安全装置が設けられている。当初は回転レバー式であったが、意図せずに動いてしまうという問題が指摘されてリコールとなり、以降は押しボタン式に変更された。その後方、左側面にはレバー形状をした第二の安全装置があり、即応用として利用できる。このレバーを後方に引くと安全位置で、引き金を操作する指を伸ばすことで前方へ押して解除できる。銃身の先端にはおねじが切られ、交換式チョークなどのアタッチメントを装着できる。
折畳み式金属銃床の床尾板にはU字型のフックが装備されていて、待機姿勢や片手撃ちの際にサポートとして腕に掛けたり、銃床を畳んで携行する時のキャリングハンドルとして利用できる:13。このフックは90度ごとに向きを変えることができ、射手側に向けると床尾板から抜き取ることができる。折畳み式金属銃床の床尾板が肩に触れる面には樹脂やゴムのパッドは付いておらず、スチール素材のままとなっている。銃床を折畳んだ状態でも射撃は可能だが、照門が銃床によって覆われてしまうため、前後の照準器を通して狙うことはできなくなる。
弾倉は、本体に固定されたチューブ型弾倉を採用している。このタイプのリロードは1発ずつ弾薬を込めなければならず、その作業に時間を要するため、セミオートで使用した際に弾薬の消費が早くなることを想定しているとは言えない。また、本銃に限らずチューブ型弾倉共通の欠点として、異なる弾種を素早く交換することができない。本銃はマガジンカットオフ機能を備えるため:12、弾倉からの給弾を一時的に不使用とすることで、異なる種類の弾薬を外部から一発ずつ手動で装填して発射することは可能だが、その間には連射機能を使えなくなる。こうした弱点を解消するため、弾倉をチューブ型から脱着可能な箱型へ変更したスパス15が開発されている。
その他の欠点としては、弾を込める際にフレームのボタンを押しながら込めなければならない（操作に両手が必要=構えながら弾を込めることができない）こと:10や通常のショットガンにある「口径が同じならばより強力な3インチ弾も使用できる」という利点がないことが挙げられる:16。この場合、3インチ弾は使用できないような構造のはずが、実は3インチ弾も装填・発射が可能な構造となっている:16。これは、ショットガンの薬莢がプラスチック部分の先端を折り込んで塞ぐことで内容物のこぼれを防いでいるため、発射前の寸法なら3インチ弾でも薬室に収まってしまうことが原因である:16。無理に発射すれば塞いでいた部分が開いて薬室からはみ出し、銃身に張り付いてしまう。そのため、セミオートでは作動不良を起こし、ポンプアクションでも動かせなくなる場合がある。
ポンプアクションのみのSAS12とセミオートのみのLAW12も存在するが、現在はSPAS12と共に生産を中止している。PAシリーズがベースになっているため、PAシリーズのショットガンと共通のパーツが多い。
「小型の大砲」の異名を持ち、装弾数の多さと速射性能から、アメリカの一部の州では一般販売禁止となっている。

## エアガン
SPAS12のエアガンは、日本では東京マルイとKTW、クラウンモデルが製造・販売している。
東京マルイの物は標準的な6mmBB弾を使用し、ショットシェル形のマガジンに最大30発を装填可能。
本体はポンプアクション式のコッキング銃で、圧縮ガスやバッテリーは不要。ショットガンらしく、1回の発射で同時に3発のBB弾を射出する（フル装填のマガジン1個で10回発射可能）。東京マルイ独自のホップアップ機能（弾に上向きの回転を与えて飛距離を伸ばす）を持ち、有効射程は30メートル。
また、ラピッドファイヤー機構があり、引き金を引いたまま繰り返しコッキングすることで連射することができる（ただし、この場合狙いはほとんどつけられず「掃射」に近い撃ち方になる）。連射速度はガスガンや電動ガンには劣る。

## 登場作品

### 映画・テレビドラマ
『男たちの挽歌II』
中盤のアパートの銃撃戦でケン（チョウ・ユンファ）が使用。
『仮面ライダーアマゾンズ シーズン2』
志藤真が経営するクラブ内に隠し持っていた銃として登場。長瀬裕樹が使用し、千翼を襲う仮面ライダーアマゾンアルファの頭部に至近距離から撃ち込んで変身解除に追いやった。
『コマンドー』
アリアス私兵が携行しているが、発砲は無し。
『サラマンダー』
デントン・ヴァン・ザン率いるアメリカ義勇軍の装備品の一つとして登場している。
『処刑ライダー』
死神ドライバー(ザ·レイス)が使用。
『ジュラシック・パーク』
対恐竜用としてジュラシック・パークに配備されていた銃の1つとして登場している。作中では銃床のフックが取り外されている。主人公のアラン・グラント博士と恐竜監視員のロバート・マルドゥーンがパーク司令棟地下室のガンロッカーから取り出して使用する。マルドゥーンが使うものは、折り畳まれた銃床を展開して正面のヴェロキラプトルに狙いを定めるものの、それとは別のヴェロキラプトルが発砲する直前に側面から襲撃してきたことで未発砲に終わる。グラント博士が使う物は、終盤でヴェロキラプトルに対して連射した際に弾詰まりを起こしたことで放棄されてしまう。
『スターゲイト SG-1』
第66話など、レプリケイターが登場する回でSG-1が使用。
『ターミネーター』
T-800がアラモ銃砲店で調達する銃の1つとして登場する。「12ゲージ口径のセミオート（12gauge, autoloader）」と注文するが、一通り注文を終えた直後本銃に弾を込め、それに気付いた店主が注意したところで発砲し殺害する。その後、中盤のウェストハイランド警察署襲撃時にAR-18と共に使用。AR-18は右手で、スパス12は左手でそれぞれ保持しており、両方ともストックが外されている。また、T-800はAR-18に弾を装填する際に本銃を左手から手放さずに済むよう、リストリングで左手首とつないでいる。
T-800が作中で最初に発砲した銃でもある。
『バトル・ロワイアル』
川田章吾が使用する。
『ヒッチャー』
ジョン・ライダーが護送車から脱走する時と、ジムがジョンにトドメを刺す時に使用された。何故かリロードなしで11発撃っている。
『マトリックス』
マトリックス内の警察官が固定ストックタイプを装備。銃撃シーンではポンプアクションで手動操作されている。

### アニメ
『クレヨンしんちゃん 爆発!温泉わくわく大決戦』
温泉Gメンが「彩の湯」に装備していた備品の1つとして登場している。

### 小説
『半島を出よ』
タケイの武器コレクションのひとつ。
『パニックY2K』
ロサンゼルス市警の警官が暴徒との戦闘で私物の本銃をデザートイーグル等と共に使用。その威力は、「ベレッタが豆鉄砲ならスパスは武装ヘリコプター」とまで例えられている。なお、誤訳なのか「銃口が7つ付いている」との記載がある。

### 漫画
『20世紀少年』
ホクロの警官が台湾マフィア構成員、ブリトニー、カンナ暗殺に交番に配備されていたスパス12を使用。
『ジオブリーダーズ』
厚生省 衛生二課（ハウンド）が使用。
『すぱすぱ』
ヒロインの栖和鈴が愛用しており、作品タイトルの由来となっている。ただし実銃ではなく、霊力を発射するモデルガンという設定。
『寄生獣』
山岸二佐率いる対パラサイト部隊が東福山市役所での寄生生物掃討作戦で使用する。
『サタノファニ』
堂島瀬里が対天童組戦で相対した滝川裕が使用していたスパス12を返り討ちで奪い使用。

### ゲーム
『ドールズフロントライン』
星4SG戦術人形、「サブリナ・フランキ」こと「SPAS-12」として登場。
『Alliance of Valiant Arms』
ゲーム内通貨で購入可能。
『BLACK』
あらゆる場所で入手可能。敵を一撃で倒せる。
『九龍妖魔學園紀』
主人公の武器として使用可能。
『Far Cryシリーズ』
『Far Cry 2』『Far Cry 3』
上記作品に登場の武器。『2』では耐久度があり、使用し続けるとジャムを起こしたり、暴発したりする。

『Just Cause』
「Moretti CCW Centurion」の名称でポンプアクション仕様が登場する。
『Left 4 Dead 2』
装弾数10発。ショットガン系の上位武器として登場する。ただし銃床は折り畳んだ状態で、展開することはできない。名称は「コンバットショットガン」で、拡散範囲は小さいが有効射程はやや長い。
『Paperman』
ゲーム内通貨で購入可能。ポンプアクションでのみ使用できる。
『アンチャーテッドシリーズ』
シリーズ全4作に「SAS-12」の名称で登場する。集弾率に優れ、ある程度の距離までなら威力を維持できる。後半で入手可能。
『怪盗ロワイヤル-zero-』
「フランクショットガン」の名称で登場する。
『カウンターストライクオンライン』
プライマリ武器として登場する。ポンプアクション仕様だが、セミオートに切り替えが可能なものもある。
『ガンサバイバーシリーズ』
『ガンサバイバー1』『ガンサバイバー2』『ガンサバイバー4』に登場する。
『吸血殲鬼ヴェドゴニア』
SPAS12改「挽肉屋」（ミンチ・メーカー）として登場する。吸血鬼化した主人公が使用する武器。
ストック部分に近接戦闘用の大斧を取り付けるという危険な改造が施されており、人間には扱うことができない。
『グランド・セフト・オートシリーズ』
『GTA:VC』以降から圧倒的連射力を誇るショットガンとして登場する（『GTAIV』ではレミントンM1100がこのポジションである）。
『クロスファイア』
ゲーム内通貨で購入可能。
『コール オブ デューティシリーズ』
『CoD:MW2』
セカンダリ武器として登場する。ポンプアクション仕様。
『CoD:MW3』
プライマリ武器として登場する。ポンプアクション仕様。
『CoD:BO』
キャンペーン、マルチプレイで使用可能。舞台が1960年代のため、この時スパス12は存在しないはずなのだが、何故か使用できる。
一部ステージでは焼夷弾（ドラゴンブレス弾）仕様のSPAS12が使用できる。
『CoD:BO2』
キャンペーンで使用が可能。『CoD:BO』とは違い、散弾のみ使用できる。
『CoD:BOCW』
「Gallo SA12」として登場。CoDシリーズで初めてリロード時にキャリアラッチボタンを押すようになっている。セミオート仕様。
また上記の『BO』と同じく本来存在しない1960年代のベトナム戦争時にベトコンが使用している。
『CoD:MWIII』
「Reclaimer 18」として登場。デザインは細かい部分がアレンジされている。ビデオゲーム作品では非常に珍しくセミオートとポンプアクションの切り替えが再現されている。

『サドンアタック』
「ASG-12」として登場。
『ディノクライシス』
レジーナのPA3改造後に使用可能。
『ディノクライシス2』
ディランの初期装備。

『トイ・ウォーズ』
有料通貨で購入できるクジからランダムで入手可能。高い攻撃力と重量級にしては高い連射性能を持つ。
『ハーフライフ2』
ゲーム内で「ショットガン」として登場する。
『バイオハザードシリーズ』
『アウトブレイク/FILE2』『CODE:Veronica』『ダークサイドクロニクルズ』
上記作品に登場。ポンプアクション仕様。

『バトルフィールドシリーズ』
『BF2MC』
USMC戦闘工兵で使用可能。
『BFBC』
アンロックすると使える武器として登場する。後継のフランキ・スパス15も使用可能。
『BFBC2』
キャンペーンではコレクティブルアイテムとして、マルチプレイではアンロックが必要な武器として登場する。
『BF3』
全兵科共通ショットガンとして登場する。ポンプアクションでのみ使用が可能。
『BF4』
「SPAS-12」という名称で登場する。セミオートでのみ使用が可能、BF3と同じく全兵科共通武器

『パラサイト・イヴ2』
「SP12」という名前で登場する。ブラックカードを入手した場合シェルターで入手が可能。
『ファイナルファンタジーVII』
主人公グループのヴィンセント・ヴァレンタインが使用する武器の1つ。
『マックスペイン2』
敵が持っていることがある。操作キャラも拾うことで使用が可能。
『マンハント』
「ショットガン」の名称で登場する。
『メタルギアシリーズ』
『MGS2』
ハイテク兵の装備として登場する。
『MGSPW』
開発することで使用可能。

『龍が如く OF THE END』
主人公の1人、真島吾朗の専用武器として登場する。箱型弾倉付き。
『レッドクルシブル2』
「Slayer」という名称で登場する。アングルフォアグリップとホロサイトを装備している。
『free fire』
フィールド内にランダムで配置されている。拡張マガジンがつけられる。
『レインボーシックスシージ』
nevy sealsのオペレーターであるヴァルキリーと無所属のオリックスとGEOのミラとJTF2のフロストが使用している
『ザ・ハウス・オブ・ザ・デットⅢ』
プレイヤーが使用する武器でもあり、登場キャラがゲーム内で実際に使っている武器でもある。銃床がなく、取り外されている。キャラについては〔ハウス・オブ・ザ・デットⅢ〕参照。
『fortnite』
ポンプショットガンという名称で登場し、主にレア度がエピックとレジェンドでの見た目になる。また、シャープトゥースショットガンという名称でも登場し、こちらは全てのレア度での見た目になっている。